# NGC 4299
NGC 4299 is een balkspiraalstelsel in het sterrenbeeld Maagd. Het hemelobject werd op 15 maart 1784 ontdekt door de Duits-Britse astronoom William Herschel.

## Synoniemen
- UGC 7414
- MCG 2-32-10
- ZWG 70.25
- VCC 491
- IRAS 12191+1146
- PGC 39968